# Kublai
Kublai, sau Kubilai Han, a fost un mare han mongol care a trăit între anii (1215-1294). El a fost unul din nepoții întemeietorului Imperiului mongol Ginghis Han (cca. 1160 – 1227).  Kubilai Han era fratele hanului Möngke. Se născuse în anul cuceririi viitorului oraș Pekin de către mongoli. În 1260, i-a succedat fratelui său ca mare han al mongolilor. În 1276, a primit marele sigiliu al imperiului Chinei din mâinile împărătesei văduve a dinastiei Song du Sud care domnea la Hangzhou. Este considerat a fi fost unul dintre cei mai importanți conducători mongoli din dinastia Yuan. Pe timpul regnului său în China, a adunat în jurul său mulți demnitari chinezi destoinici, ca Lien Hsi-hsien, Liu Binzhong, care se străduiau să îmbunătățească administrația mongolă. În anul 1253, Kubilai s-a convertit la budism și a luat măsuri în sprijinul ei și al mănăstirilor din Tibet, astfel încât budismul a ajuns în timpul său religie de stat.
Îndeosebi Kubilai Han este cunoscut în Occident prin Diversitatea Lumii / Milionul, cartea lui Marco Polo, care s-a aflat la curtea sa timp de șaptesprezece ani, fiind folosit drept « mesager » al împăratului, adică emisar imperial.

## Han mongol
La un an după moartea fratelui său Möngke (1259), izbucnește în un război civil între Kubilai și fratele său mai mare Arigbuga. Contrar tradiției mongole, Kubilai se autoproclamă mare han mongol, singurul său aliat fiind fratele său Ilhanat (1256-1335), care domnea în Persia. 

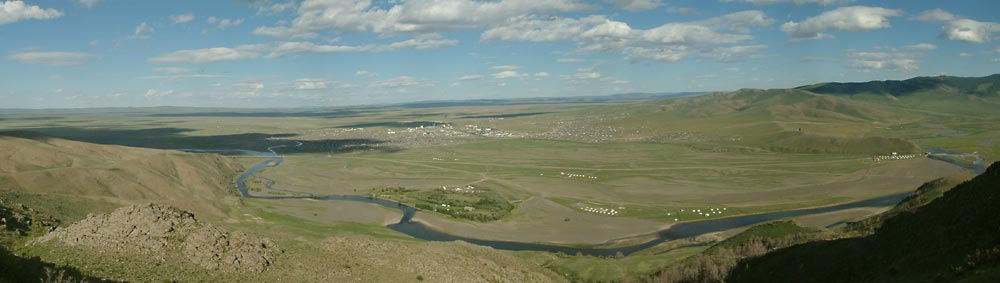
Valea Orhon și Harhorin, unde se află ruinele capitalei mongole Karakorum

Relația lui Kubilai cu verii săi aflați în fruntea statului Hoarda de Aur era încordată. Totuși, mongolii sub Kubilai au reușit să-și mențină dominația în imperiu. Kubilai a mutat în 1264 capitala de la Karakorum („Muntele Negru”) la Khanbalik / Hanbalâk, actualul oraș Beijing / Pekin, preluând administrația chineză și chiar o parte din cultura chineză, ceea ce a provocat nemulțumiri în sânul nobilimii mongole, ba chiar o revoltă a prinților membri ai dinastiei Yuan (care între anii 1271-1368 a fost dinastia imperială a Chinei). Trupele mai numeroase a lui Kubilai au înăbușit revolta prinților în două etape (în vara lui 1277 lângă râul Orhon și în 1287 lângă Karakorum).

## Împărat al Chinei

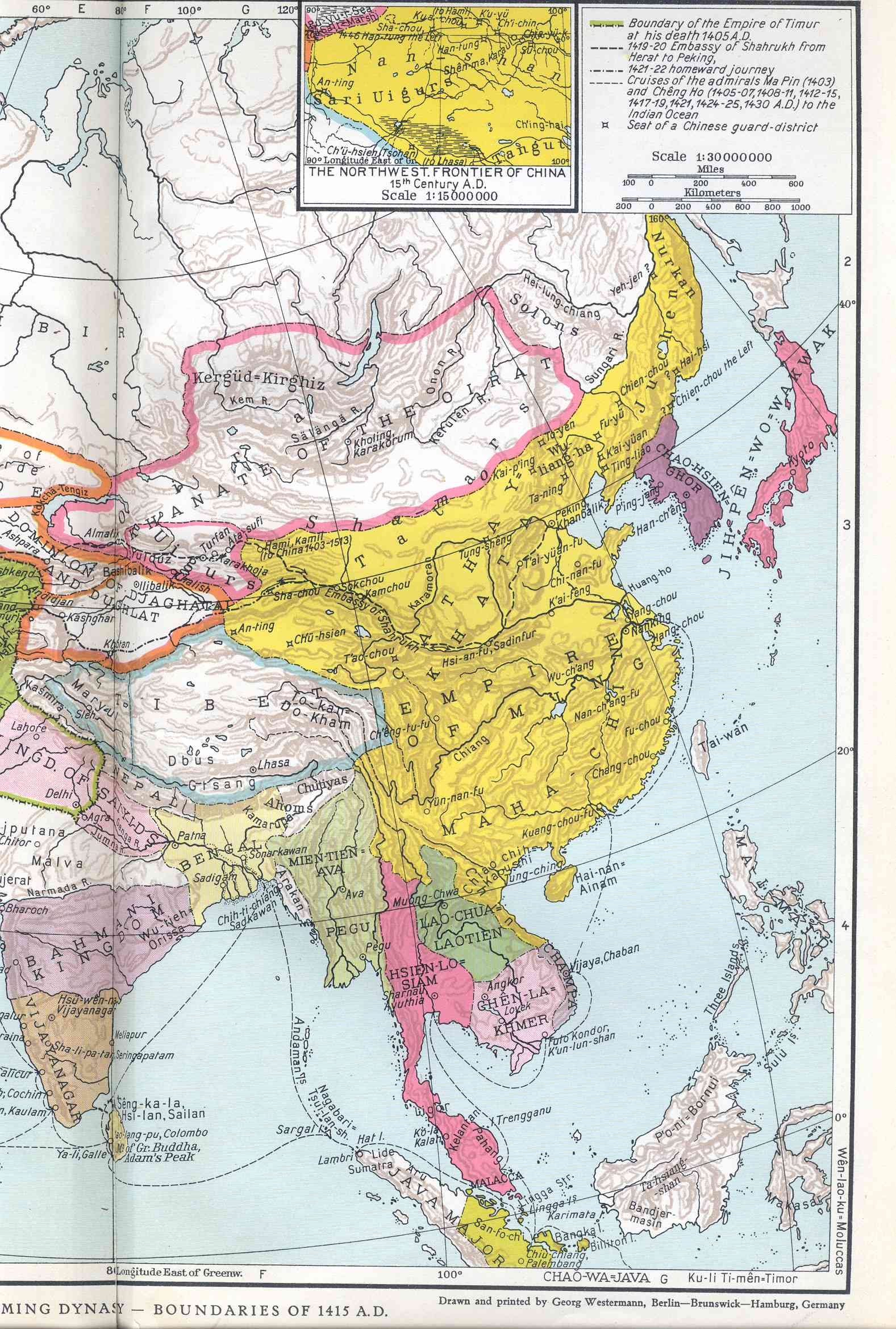
Teritoriul chinez după alungarea mongolilor sub domnia împăratului Yongle dinastia Ming (fără Protectorate și teritorii vasale) (1368-1644)

După un război lung (între 1267 și 1279), Kubilai cuceri China de Sud cu ajutorul generalului Bayan, învingând dinastia Sung de sud (960-1279).
Corupția și intrigile au subminat loialitatea administrației chineze. Cancelarul chinez Kia Se-tao a fost condamnat la moarte în 1275, după care ordinea a fost restabilită, hanul Kubilai putându-și continua politica de expansiune. 
După asediul îndelungat al fortăreței de pe malul râului Han din provincia Seciuan (1268-1273) capitala provincială Hangzhou a capitulat în 1276. Restul trupelor chineze au pierit înecate în 1279 într-o bătălie navală cu mongolii.
Astfel, Kubilai a reunificat după 300 de ani nordul cu sudul Chinei, întemeind dinastia mongolă Yuan (1271-1368), marele han mongol fiind recunoscut ca împărat al Chinei cu numele de Șizu (元世祖). 
La curtea lui Kubilai s-a aflat timp de mai mulți ani călătorul venețian Marco Polo (n. 1254-d.1324), care după întoarcere în patrie furnizează Europei cunoștințe de cultură asiatică. 
Kubilai a încercat, fără succes, în 1274 și 1281, să cucerească Japonia. Eșecul a pus capăt expansiunii mongole în estul Asiei. Cu puțin timp înainte de moartea marelui han, Imperiul Mongol avusese cea mai mare întindere din istoria sa, cuprinzând aproape tot spațiul euro-asiatic. În timpul său, schimburile comerciale au cunoscut o perioadă de înflorire (cf. Drumul mătăsii).

### Urmările domniei lui Kubilai
Kublai Han a murit la 18 februarie 1294 în Pekin. Numai prinții săi descendenți (dinastia Yuan) aveau șansa de a fi aleși urmași pe tron. Urmașii săi au căutat să-i continue politica, punând accentul pe administrarea Chinei. În pofida unor conflicte între mongoli și chinezi, ordinea a putut fi menținută în timpul domniei nepoților lui Kubilai, hanii "Külük" (1281-1311) și "Koșila" (1300-1329), care a domnit numai 6 luni, fiind înlăturat de un alt han mongol. 
Scindarea definitivă în patru părți a Imperiului Mongol: Hoarda de Aur, Imperiul Yuan (China), Hanatul Ilk (Persia) și Hanatul Ceagatai sau Geagatai (Uzbekistan, Kîrgîzstan și Afghanistanul de nord) este desăvârșită după moartea lui Kubilai. În secolul al XIV-lea, după o perioadă de catastrofe naturale și o politică economică greșită, mongolii au fost alungați din Pekin, dinastiei mongole Yuan urmându-i la putere dinastia chineză Ming. Mongolii s-au retras în stepele din nord, unde au înființat Hanatul Yuan de miazănoapte, cu capitala la Karakorum. Această capitală a fost distrusă de dinastia Ming în 1388.

## Vezi și
- Marco Polo (serial TV)